# 한국기계가공학회
한국기계가공학회는 사회일반의 이익에 공여하기 위하여 공익법인의 설립과 운영에 관한 법률에 따라 기계가공 및 생산공학에 관한 학문과 기술의 체계화를 도모하며 국가산업발전에 기여할 목적으로 2003년 1월 30일 설립허가된 대한민국 미래창조과학부 소관의 사단법인이다. 사무실은 대구광역시 달서구 성서공단로11길 32, 2동 204호 (호림동)에 있다.